# Ulises Ortegoza
Diego Ulises Ortegoza (ur. 19 kwietnia 1997 w San Nicolás de los Arroyos) – chilijski piłkarz pochodzenia argentyńskiego występujący na pozycji defensywnego lub środkowego pomocnika, od 2022 roku zawodnik argentyńskiego Talleres.
Posiada obywatelstwo chilijskie za sprawą pochodzącej z tego kraju babci.